# A92 (Groot-Brittannië)
De A92 is een 183 km lange hoofdverkeersweg in Schotland.
De weg verbindt Dunfermline via Kirkcaldy, Tay Bridge, Dundee, Arbroath, Montrose en Stonehaven met Aberdeen.

## Hoofdbestemmingen
- Kirkcaldy
- Tay Bridge
- Dundee
- Arbroath
- Montrose
- Stonehaven
- Aberdeen